# Idaea holosericiata
Idaea holosericiata là một loài bướm đêm trong họ Geometridae.